# Archives départementales des Hautes-Pyrénées
Les archives départementales des Hautes-Pyrénées sont un service du conseil départemental des Hautes-Pyrénées, chargé de collecter les archives, de les classer, les conserver et les mettre à la disposition du public.

## Localisation
L'édifice est situé dans le quartier du centre-ville à Tarbes (canton de Tarbes 3) au 5, rue des Ursulines, département des Hautes-Pyrénées en région Occitanie.

## Historique des archives du département
Les archives départementales sont installées au sein des locaux de la préfecture depuis leur création en 1796 jusqu’à l’incendie de décembre 1808 qui provoque la destruction de nombreux documents, et entraîne leur transfert au grenier de l’aile gauche de la préfecture.
Avec le temps, l’espace de conservation constitué par 6 000 mètres de rayonnage est saturé et l’aménagement d’un espace entièrement destiné à la gestion des archives devient nécessaire.
En mai 1936, le Conseil général décide de la construction d’un nouvel édifice inauguré en 1937, réalisé par l’architecte départemental Raoul Fourcaud de style art déco.
Dès les années 2010, la nécessité d'un nouveau site davantage adapté à la modernité et à la valorisation du patrimoine archivistique s'est imposée.
Le bâtiment de l’École normale, vestige architectural du XIXe siècle, rue Eugène Ténot, accueillera le nouveau projet des archives en 2024.

## Liste des directeurs des archives
- Depuis 2006 : François Giustiniani.

## Galerie

Sélection de vues des Archives.
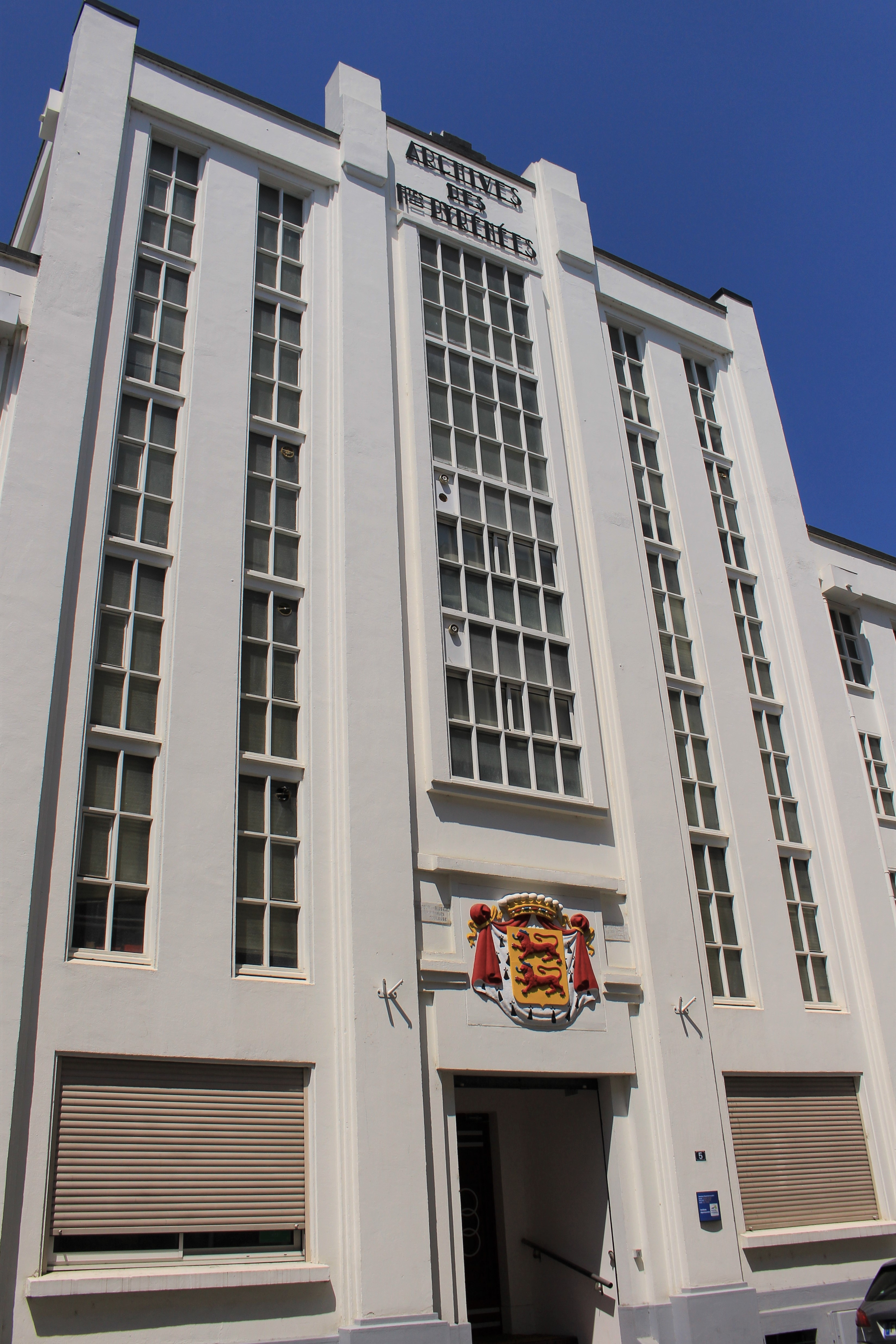
Bâtiment.
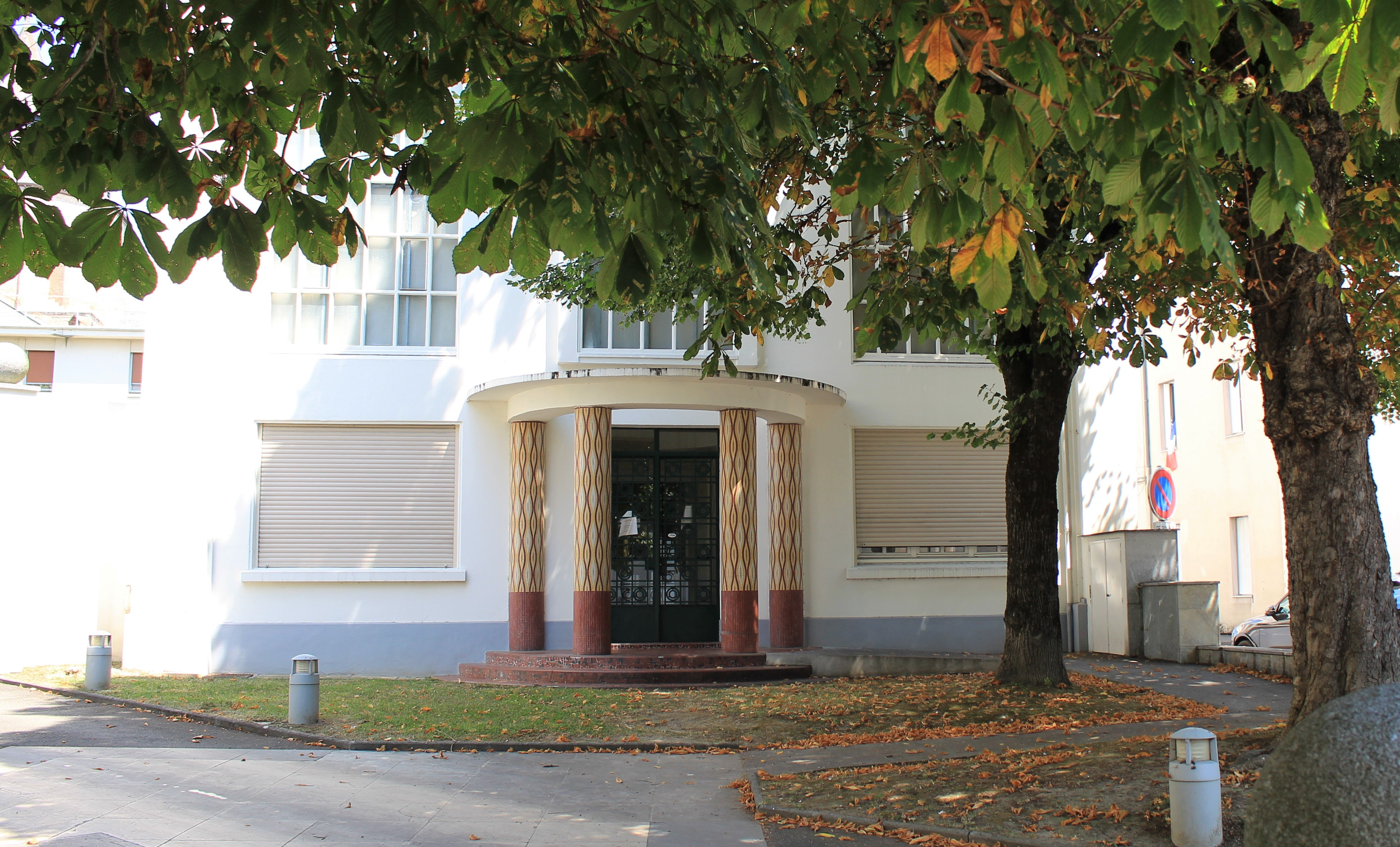
L'entrée du personnel.
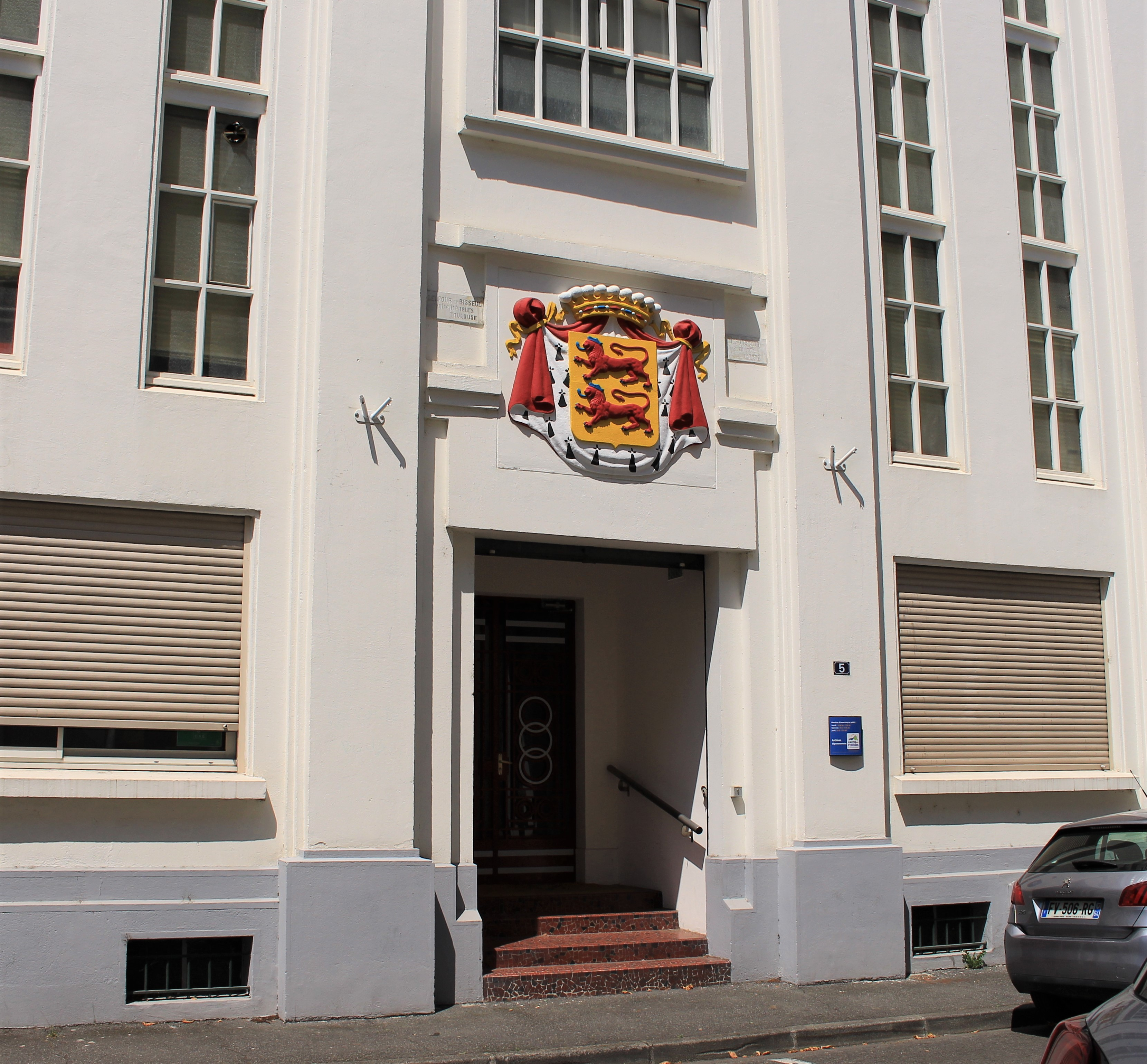
L'entrée du public.

## Pour approfondir